# Serra dos Aimorés
Serra dos Aimorés este un oraș în Minas Gerais (MG), Brazilia.